# Kněží hora (přírodní rezervace, okres Strakonice)
Kněží hora (též známá jako Katovická hora) je přírodní rezervace 1,5 kilometru severozápadně od obce Katovice v okresu Strakonice. Hlavním důvodem ochrany je lesní porost na ploše přírodní rezervace, představující zbytek doubrav, které se na Strakonicku dříve přirozeně vyskytovaly.
Chráněné území zaujímá příkré jižní a jihozápadní svahy Katovické hory (493,2 m n. m.). Přírodní rezervace má výměru 13,51 ha. Nachází se nad soutokem Otavy a Březového potoka. Oblast spravuje Agentura ochrany přírody a krajiny ČR. Krajina je zde velmi rozmanitá, na severu se nachází pahorkatý reliéf, který na jihu strmě padá k řece Otavě, kde ráz krajiny přechází do široké říční nivy, typické pro plochou Strakonickou kotlinu. Okolní krajina je poznamenaná zemědělskou činností a v blízkém okolí se jedná o největší zalesněnou plochu, což přispívá k její důležitosti.

## Historie
Na vrcholu kopce je možné nalézt pozůstatky raně středověkého slovanského hradiště. Jedná se o chráněnou kulturní památku. Původní jehličnatý les je mapován již v císařském katastru z roku 1837. Nejstarším současným porostem je populace borovic, která je až 159 let a populace dubu, stará 126 let. Oblast byla vyhlášena dne 1.12.1985 okresním národním výborem ve Strakonicích za chráněný přírodní výtvor. Dne 13. 8.1992 byla oblast převedena do kategorie přírodní rezervace. V roce 1994 probíhal v rezervaci inventarizační průzkum a byl podán vytvořen plán péče. Oblast byla také krátkou dobu využívána k těžbě průmyslového grafitu. Ten se zde začal těžit roku 1913 ve třech štolách dlouhých 200 metrů. Ročně se vytěžilo až 500 tun grafitu, který se pomocí malé lanovky přepravoval ke zpracování na druhou stranu Otavy. Těžba je dnes již zastavena, nicméně zde můžeme nalézt původní štoly, které jsou zachovány dodnes a jsou zabezpečeny proti vniknutí mřížemi. V roce 2017 byla část lesního porostu odtěžena z důvodu napadení kůrovcem. Vzniklé holiny byly na podzim téhož roku a na jaře 2018 znovu osázeny.

## Přírodní poměry

### Geologie a pedologie
Oblast se geologicky řadí do Středočeské pahorkatiny, okrsek Radomyšlské pahorkatiny. Nejvyšším bodem území je vrchol Katovické hory (493,2 m n. m.), nejnižším bodem pak stezka vedoucí na úrovni Otavy, po jejím levém břehu (404 m n. m.). Skalní základ tvoří pestrá skladba moldanubika. Z hornin se zde nachází především rula, konkrétně parula s vložkami erlanu, cordielitu, případně amfibol-proxenického kvarcitu. Lokálně je zde na parulu vázaný grafit, jehož těžba zde v minulosti probíhala ve třech štolách. Parula je především biotického původu. Typickým půdním pokryvem je kambizem, na většině plochy kyselá.

### Klima
Oblast patří z klimatického hlediska do mírně teplé, mírně suché oblasti. Roční srážkový úhrn je kolem 550 mm a průměrná roční teplota je 7 °C.

### Flóra
Lokalita se zabývá především ochranou zanikajících území acidofilních středoevropských teplomilných doubrav. Nejvýraznější dřevinou je zde dub zimní, místy dub letní. Na prudkých svazích rezervace se vyskytují společenstva subxerotermních křovin. Oblast je také významná z mykologického hlediska, a sice výskytem dvou teplomilných druhů hvězdovek: hvězdovka pastvinná (Geastrum schmidelii) a hvězdovka bradavková (Geastrum corollinum).
Ze vzácnějších rostlin na lokalitě roste např. vikev hrachovitá (Vicia pisiformis), hrachor černý (Lathyrus niger), pomněnka řídkokvětá (Myosotis sparsiflora). Na skalnatých západních svazích roste mj. hvozdíček prorostlý (Petrorhagia prolifera), jalovec obecný (Juniperus communis), růže Jundzillova (Rosa jundzillii), rmen barvířský (Anthemis tinctoria), radyk prutnatý (Chondrilla juncea), bělolist rolní (Filago arvensis), chrpa latnatá (Centaurea stoebe), oman hnidák (Inula conyzae), jehlice plazivá (Ononis repens), křivatec rolní (Gagea villosa), netřesk výběžkatý (Jovibarba globifera), konopice širolistá (Galeopsis ladanum), rozrazil Dilleniův (Veronica dillenii) a další.
V přírodní rezervaci je velmi zajímavá, mozaikovitá skladba rostlinných společenstev. Můžeme zde nalézt například dubohabrové háje, které byly uměle založené a kde převažuje dub letní a zimní. Z dalších společenstev se zde vyskytuje acidofilní doubrava původní mozaikovité skladby v horní části JZ svahů, acidofilní suché louky na prudkých skalnatých JZ svazích a bylinná vegetace pasek na holinách vzniklých při disturbanci.

### Fauna

#### Hmyz
V oblasti se vyskytují některé druhy významného hmyzu, např. pilořitka velká (Urocerus gigas), slunéčko (Calvia quatuordecimguttata), ohniváček modlolemý (Lycaena hippothoe).

#### Ptáci
Na lokalitě můžeme nalézt některé typické druhy ptáků. Mezi méně obvyklé patří např. lejsek šedý (Muscicapa striata) šoupálek krátkoprstý (Certhia brachydactyla)a dask tlustozobý (Coccothraustes coccothraustes). V PR byla také zaznamenána přítomnost Sokola stěhovavého (Falco peregrinus) a Výra velkého (Bubo bubo).

#### Savci
Na lokalitě bylo před vyhlášením PR uměle vysazeno stádo muflonů. Vysazená zvěř zde dobře prospívala, avšak přítomnost stáda měla negativní vliv na prostor PR, a proto bylo po vyhlášení PR postupně odstraněno.
Z dalších významnějších druhů zde můžeme nalézt netopýry. Zimují v uzavřených štolách po těžbě grafitu. Byl zde pozorován například vrápenec malý (Rhinolophus hipposideros), netopýr vousatý (Myotis mystacinus), netopýr řasnatý (Myotis nattereri) a netopýr ušatý (Plecotus auritus). Jedná se především o zimující netopýry.

## Ochrana
Důvodem dlouhodobé ochrany oblasti je zachování subacidofilních teplomilných doubrav, křovinatých společenstev a dalšího původního či polopůvodního porostu. Hlavním zájmem ochrany je zbytek původních doubrav, vyskytujících se dříve na Strakonicku. V lokalitě přírodní rezervace můžeme také najít druhově bohatá křovinná, travinná a bylinná společenstva.
V areálu PR probíhají managementové zásahy popsané v plánu péče pro rok 2018–2028. Cílem tohoto plánu je návrat původní dřevinné skladby a postupné vyřezávání nepůvodních náletových dřevin, především borovice a akátu. Záměrem opatření je snaha o přeměnu nepůvodních jehličnatých porostů na porosty s původní dřevinnou skladbu a podporu vyššího zastoupení listnatých dřevin. Pozornost je věnována například podpoře růstu dubových semenáčků. Skalní trávníky na exponovaných svazích jsou dlouhodobě stabilní. Celá lokalita je vědecky atraktivní z hlediska pozorování a mapování sukcesních změn, probíhajících po plánovaných zásazích do lokality.
Zásadním krokem pro ochranu rezervace bylo snižování a následné úplně odstranění mufloní zvěře. Jejich přítomnost podporoval půdní erozi a splavování půdy ze svahů Katovické hory. Dalším negativním důsledkem přítomnosti muflonů byla silná eutrofizace původních doubrav a silný okus mladých dřevin a úbytek lučních a bylinných společenstev.

## Turistika
Velká část území PR je těžce přístupná. Avšak lze se s ní seznámit prostřednictvím krásné naučné stezky. Ta vede po hranici PR po levém břehu řeky Otavy. Naučná stezka, dlouhá přibližně 4 km, vede kolem kamenného historického Žižkova mostu. Stezka je hojně využívaná k cyklistice, běhu, nebo jen pěkným procházkám. Výchozím místem pro návštěvu PR je začátek této naučné stezky v Katovicích. Delší vycházkovou variantou jr přejít v Dolním Poříčí silniční most a vracet se po druhé straně řeky zpět do Katovic. Tato trasa měří zhruba 6 km.

## Galerie

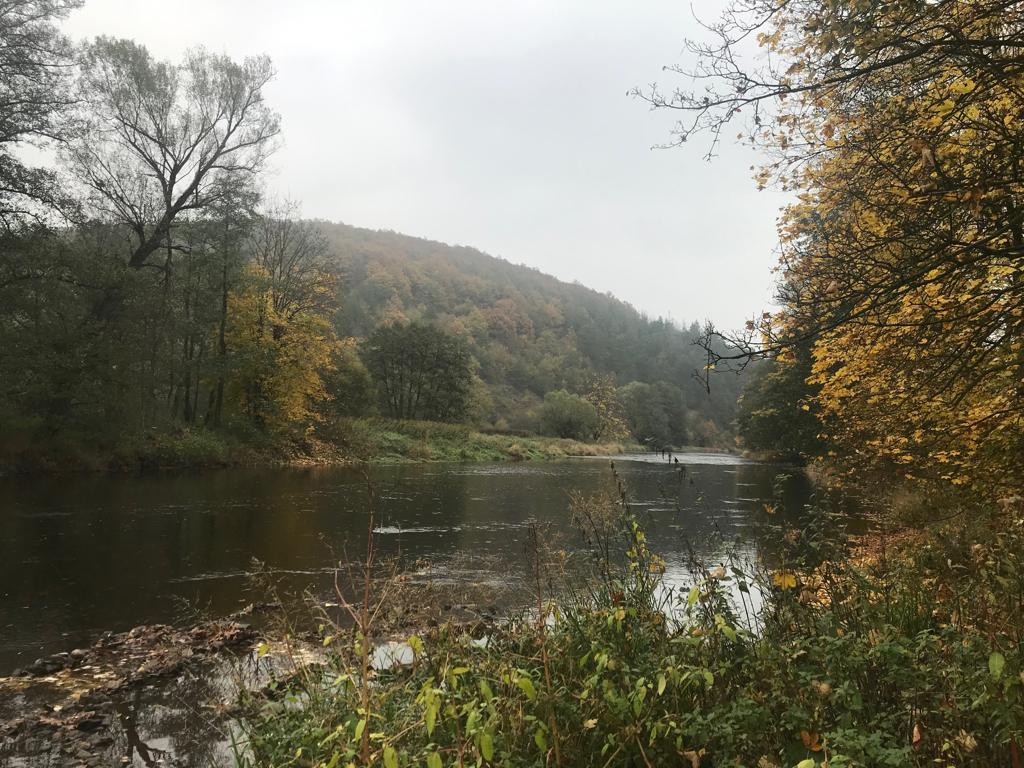
Pohled na Kněží horu ze vzdálenosti asi 1 km. V popředí řeka Otava, která je v těchto místech mělká a klidná
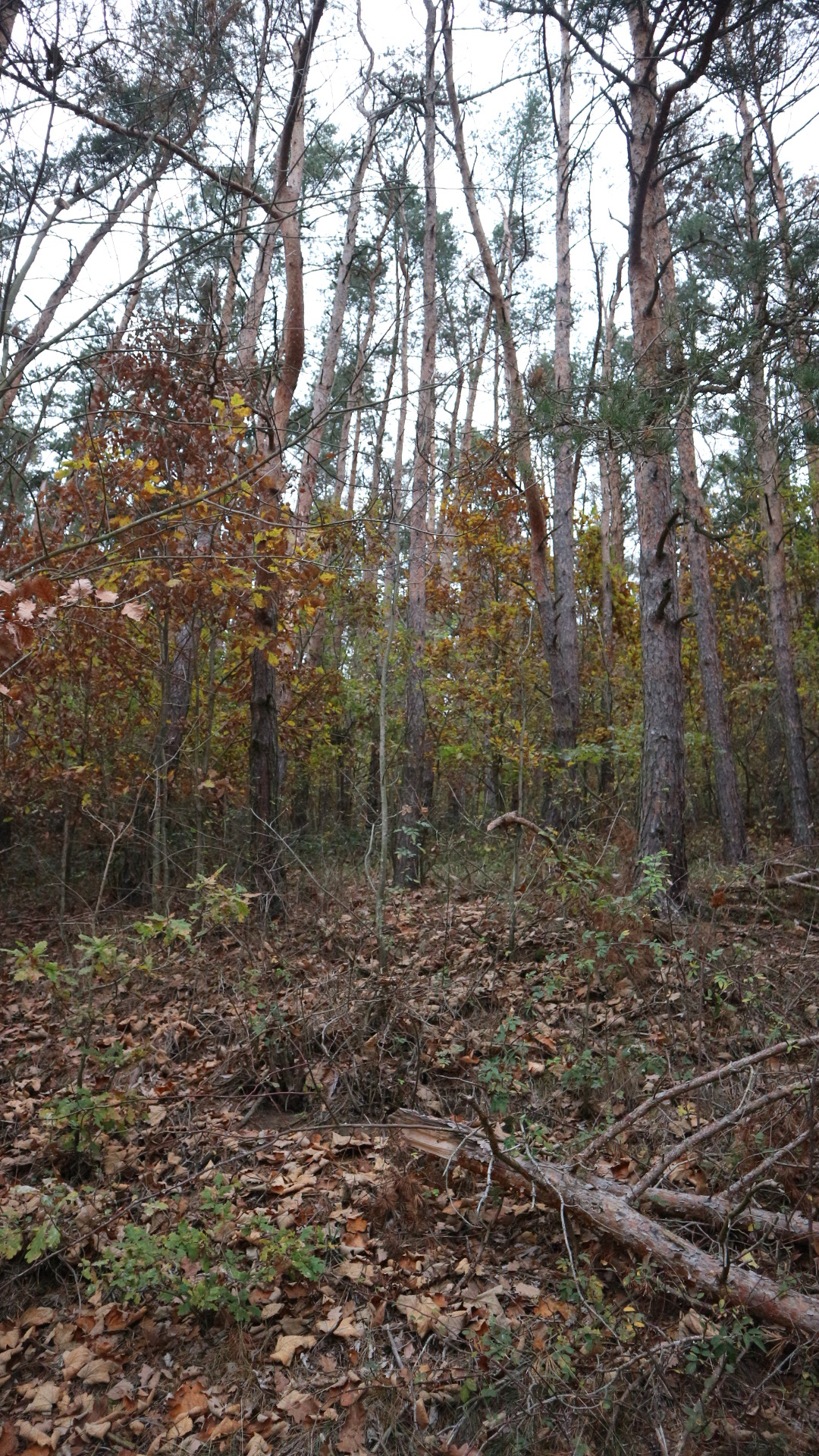
JV svah, porostlý smíšeným lesem.
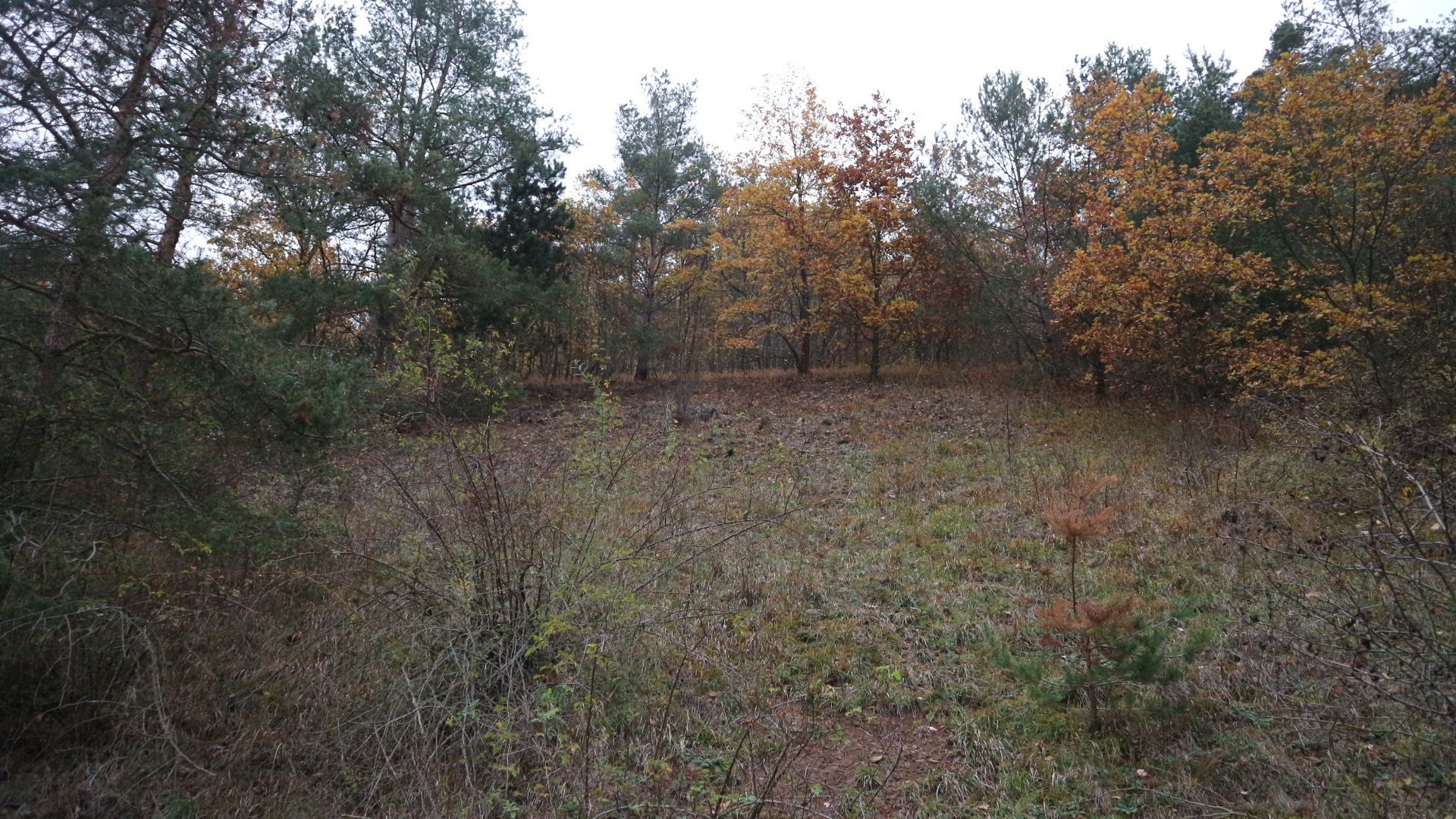
Strmý jihovýchodní svah, lokalizovaný nad soutokem Březového potoka a Otavy.
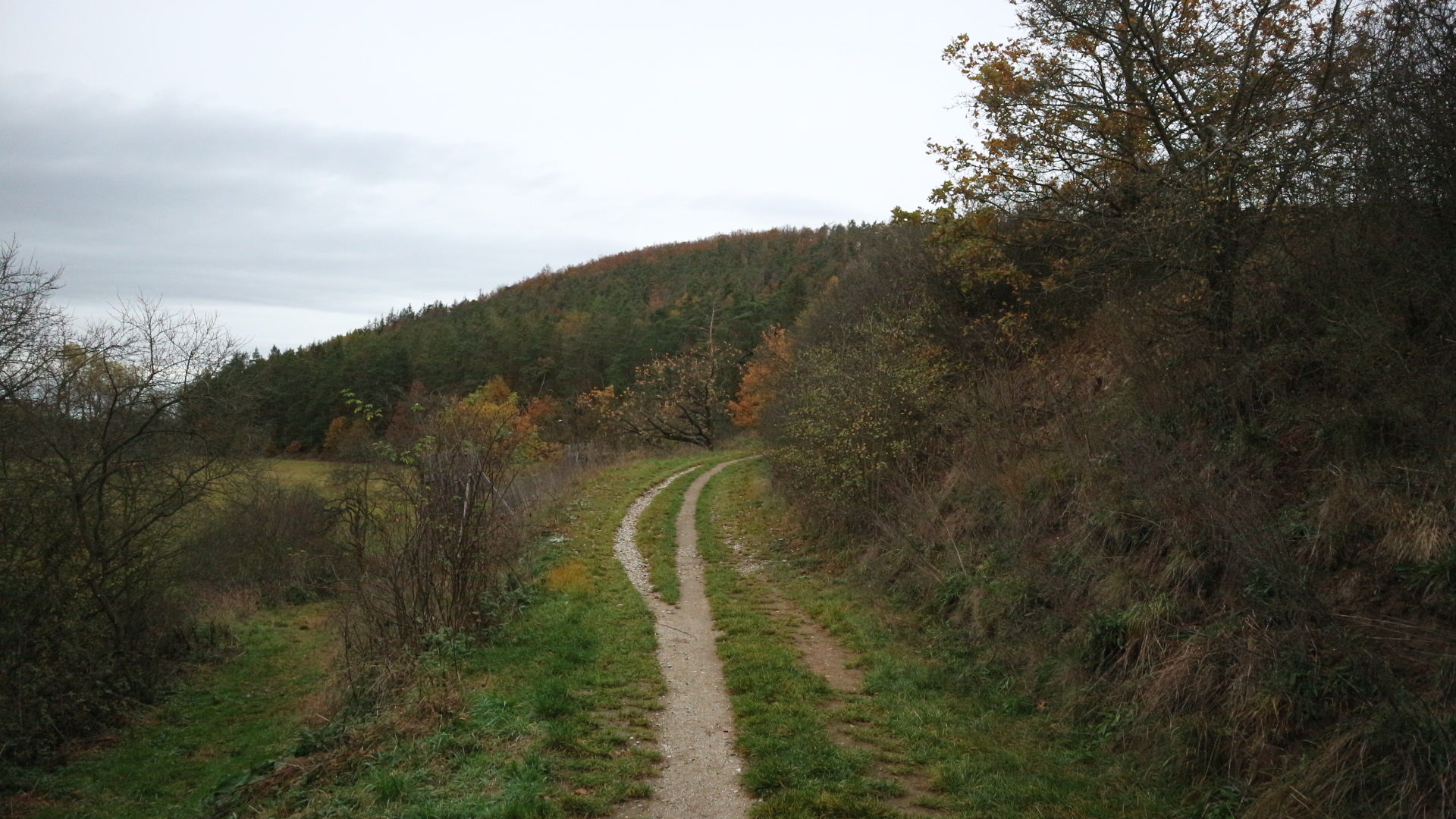
Přístupová pěšina, která je současně naučnou stezkou, v pozadí PR Kněží hora
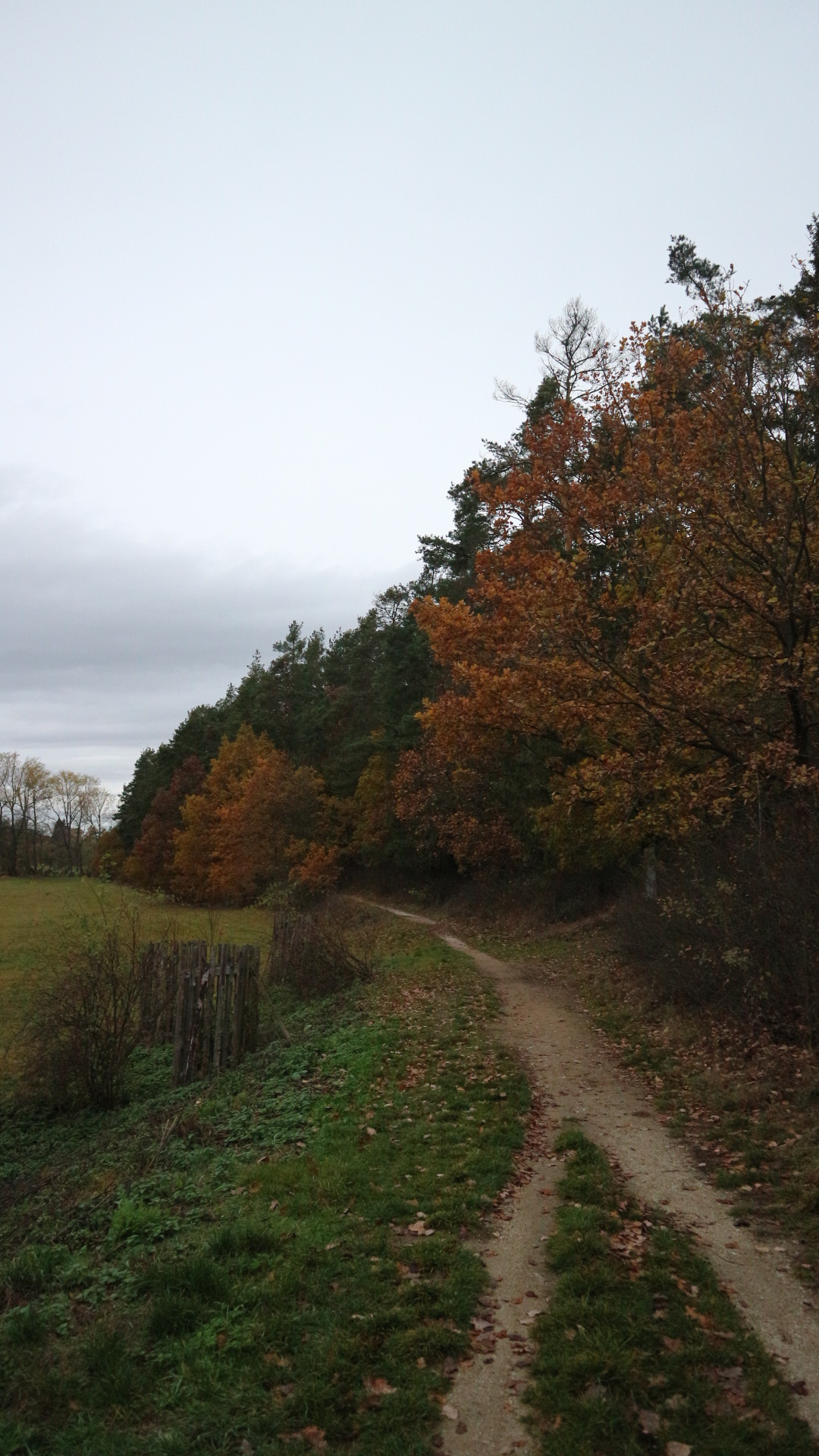
Pohled z pěšiny, která v tomto místě již protíná hranici PR
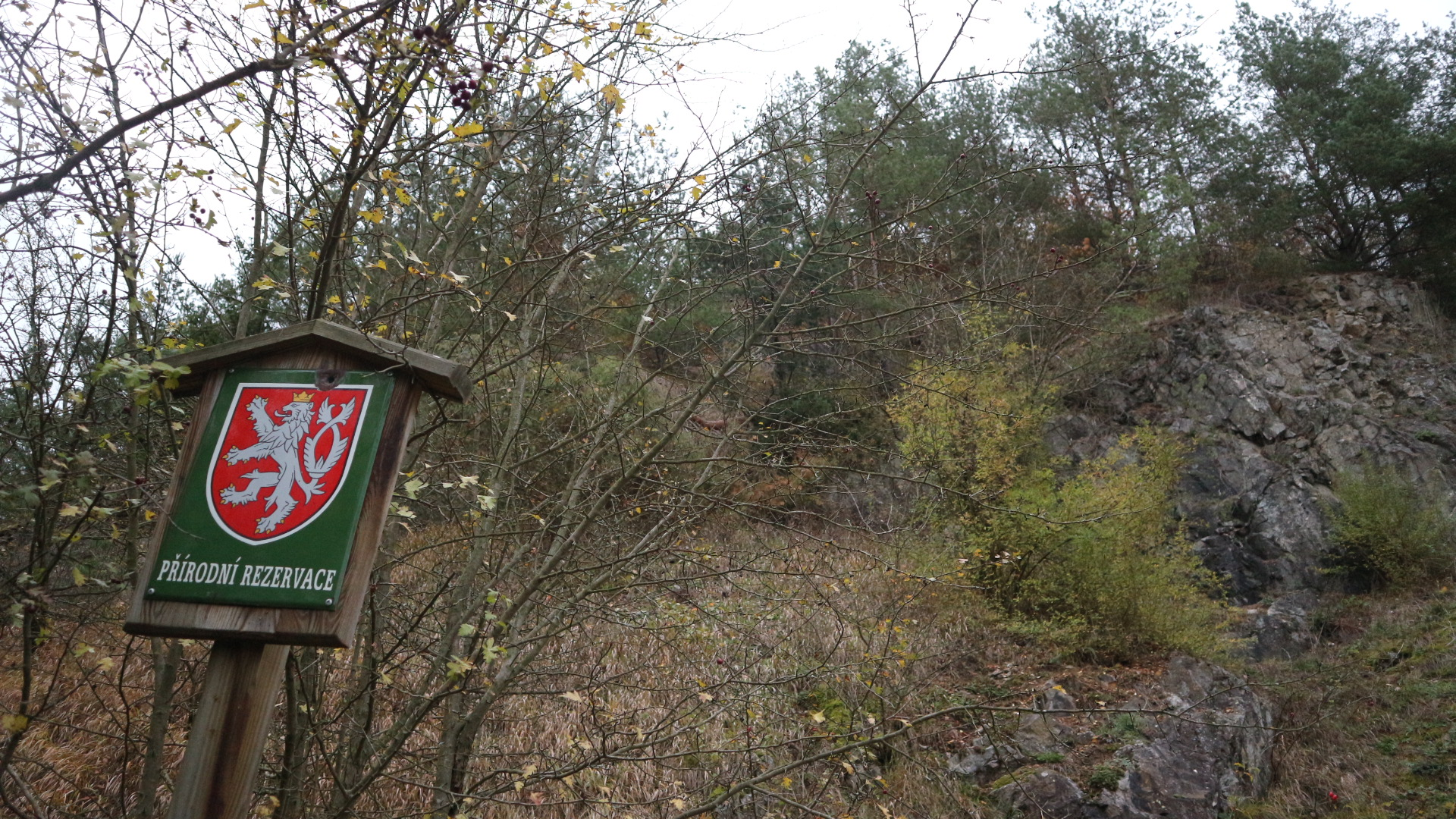
Informační cedule vymezující hranice chráněného pásma je umístěna v přímé blízkosti naučné stezky. V pozadí jsou viditelné příkré skalnaté svahy Kněží hory